# Vụ rơi máy bay Antonov An-72 ở Kazakhstan năm 2012
Ngày 25 tháng 12 năm 2012, chiếc máy bay Antonov An-72-100, số đăng ký UP-72859 và vận hành bởi Quân đội Kazakhstan, đã bị rơi khoảng 20 km (12 dặm) từ thành phố Shymkent trong khi hạ thấp độ cao để hạ cánh xuống. Tai nạn này khiến toàn bộ 27 người trên máy bay thiệt mạng. Trong số những người thiệt mạng có tư lệnh lực lượng biên phòng của Kazakhstan, tướng Turganek Stambekov, cùng nhiều sĩ quan cao cấp của lực lượng biên phòng miền nam Kazakhstan.
Chiếc máy bay đã bay từ thủ đô Astana đến Shymkent, và chở mang 27 người-7 phi hành đoàn và 20 thành viên của các tuần tra biên giới Kazakhstan, bao gồm cả lãnh đạo, quyền giám đốc Cục tuần tra biên giới, đại tá Turganbek Stambekov.
Chiếc máy bay Antonov An-72 mất dấu trên màn hình radar vào lúc 19h địa phương khi đang chuẩn bị hạ cánh gần thành phố Shymkent, thủ phủ tỉnh Nam Kazakhstan. Chiếc máy bay đã lao thẳng xuống đất từ độ cao 800m khi tìm cách hạ cánh trong lúc đang có bão tuyết dữ dội, tại một khu vực cách thành phố Shymkent 21 km.